# Idiosoma nigrum
Idiosoma nigrum és una espècie d'aranyes migalomorfes de la família dels idiòpids (Idiopidae).
Aquesta espècie és endèmica del Wheatbelt a Austràlia Occidental. Es troba per Bolgart, New Norcia, Walebing, Bindi Bindi, Koorda, Durokoppin i Kellerberrin.

## Descripció
El mascle descrit per Rix, Huey, Cooper, Austin i Harvey l'any 2018 mesura 16,1 mm i la femella 19,6 mm. Està adaptada per a la vida en hàbitats semiàrids. Viuen en caus de fins a 32 cm de profunditat.